# Маасгау
Маасгау (нидерл. Maasgouw, лимб. Maasgoew) — община в провинции Лимбург (Нидерланды).

## Название
Название Маасгау восходит к периоду Каролингов (750—900 годы н. э.) У древних германцев гау обозначало небольшие области под управлением независимых выборных вождей, имевшие собственную систему правосудия. Во Франкской империи Карла Великого гау были административными единицами, во главе которых стояли назначенные графы (гауграфы), одновременно являвшиеся главными судьями и командующими войсками. Община Маасгау расположена в центре исторического франконского графства Пагус Мозариум. Это графство охватывало территорию вдоль реки Маас от Льежа до Граве, включая нынешнюю нидерландскую провинцию Лимбург, между Ахеном, Визе и Неймегеном. После 900 года Пагус Мозариум был разделен на княжества, включая графство Торн.

## История
Община была образована 1 января 2017 года слиянием трёх общин: Хел, Маасбрахт и Торн.

## Состав
Община состоит из следующих населенных пунктов (в скобках указано население на 2019 год):
- Бегден (1 750)
- Хел (4 420)
- Линне (3 605)
- Маасбрахт (6 935)
- Оге-ен-Лак (840)
- Стефенсверт (1 670)
- Торн (2 420)
- Вессем (2 055)

## География
Территория общины занимает 58,12 км². На 1 августа 2020 года в общине проживало 23 936 человек.